# Mark Owen
Mark Anthony Patrick Owen, född 27 januari 1972 i Oldham, England, är en brittisk sångare, låtskrivare och musiker. Han är mest känd som en av medlemmarna i Take That, men han har även utgivit solomaterial.
Owen är son till Keith och Mary Owen och växte upp i Oldham tillsammans med en bror och en syster. Under uppväxten var han en duktig fotbollsspelare och hade drömmar om att spela fotboll professionellt. Han deltog i provträningar hos både Manchester United och Huddersfield Towns ungdomslag, innan en skada så småningom satte stopp för fotbollskarriären. 
I tonåren började Owen dansa breakdans. Hans breakdanskunskaper var en stor anledning till att han senare rekryterades till Take That av bandets dåvarande manager, Nigel Martin-Smith. Martin-Smith hade en idé om att skapa ett europeiskt New Kids on the Block, men bandet skulle vara mer fysiskt och dansa mer än New Kids. Framför allt skulle bandet dansa breakdans, som var dåtidens stora danstrend. 
Efter skolan och innan Take That slog igenom arbetade Owen på en bank, där han satt i kassan. 
Owen är gift med skådespelerskan Emma Ferguson. Paret har tre barn och bor i Los Angeles. 

## Diskografi

### Solo
Studioalbum
- 1996 – Green Man
- 2003 – In Your Own Time
- 2005 – How the Mighty Fall
- 2013 – The Art of Doing Nothing
- 2022 – Land of Dreams

Singlar
- 1996 – "Child"
- 1997 – "Clementine"
- 1997 – "I Am What I Am"
- 2003 – "Four Minute Warning"
- 2003 – "Alone Without You"
- 2004 – "Makin' Out"
- 2005 – "Believe in the Boogie"
- 2005 – "Hail Mary"
- 2013 – "Stars"
- 2022 – "You Only Want Me"
- 2022 – "Are You Looking for Billy?"
- 2022 – "Magic"